# 샤를 프라바즈

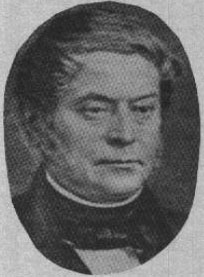
샤를 프라바즈.

샤를 프라바즈(Charles Pravaz)는 프랑스의 피하 주사기의 발명자이다.
이 개념은 갈레누스에게 거슬러 올라가지만, 현대식 주사기는 15세기 이탈리아에서 시작된 것으로 생각되지만 장치가 개발되는 데는 수 세기가 걸렸다. 1657년 영국인 크리스토퍼 렌(Christopher Wren)과 로버트 보일은 주사기와 같은 장치에 대한 실험을 수행했으며, 1720년경 프랑스 의사 도미니크 아넬은 흡입을 사용하여 상처를 세척하는 장치로 현대적인 펌프 주사기를 개발했다.
아일랜드 의사인 프랜시스 린드가 1844년 속이 빈 바늘을 발명할 때까지 임상의는 절개 없이 주사를 시행할 수 없었다. 1853년에 과염소화철 응고제를 동맥류에 주입하기 위해 프라바즈는 일반 흡입관을 사용하는 대신 린드의 바늘을 개조했다. 길이 3cm(1.18인치), 지름 5mm(0.2인치)의 그의 주사기는 에타블리스망 샤리에르(Établissements Charrière)에서 만든 전체가 은색이었고 주입되는 물질의 양을 조절하기 위해 나사(오늘날 친숙한 플런저 대신)로 작동했다.
스코틀랜드의 의사 알렉산더 우드(Alexander Wood)는 오늘날에도 사용되는 주사기를 발명했다. 또한 1853년에 사용되었다. 은이 아닌 유리로 만들어진 우드의 장치는 내부 유체의 양과 흐름 속도를 볼 수 있게 했다. 복용량을 주입하기 위해 나사 메커니즘이 아닌 플런저를 사용했다. 따라서 그 이후로 거의 변경되지 않았다.
프라바즈는 자신의 발명에 대한 설명을 발표하기 전에 사망했지만, 또 다른 프랑스 외과의사인 L. J. 베히에(L. J. Béhier)는 프라바즈의 발견을 유럽 전역에 알려 경화 요법과 정맥류 및 기타 정맥류 치료 과학을 시작했다.